# Equatoriale saki
De Equatoriale saki (Pithecia aequatorialis) is een zoogdier uit de familie van de sakiachtigen (Pitheciidae). De wetenschappelijke naam van de soort werd voor het eerst geldig gepubliceerd door Philip Hershkovitz in 1987.

## Voorkomen
De soort komt voor in Peru en Ecuador.